# Pendantiv
Pendantiv, tudi sferični trikotnik je konstruktivni element, ki omogoča nastaviti krožno kupolo nad kvadratnim elementom ali eliptično kupolo nad pravokotnim prostorom. Pendantivi so trikotni segmenti krogle, zoženi do točke na dnu in razširjeni na vrhu, da vzpostavijo neprekinjeno krožno ali eliptično bazo, potrebno za kupolo. V zidovju je pendantiv tako utež kupole, osredotočen na štirih vogalih, kjer se lahko nasloni na podporni zid.
Pred razvojem pendantiva se je v kotih prostora uporabljala trikotna konzola - votli stižec ali trompa. Pendantivi so se pogosto uporabljali v pravoslavnih, renesančnih in baročnih cerkvah, z bobnom z okni med pendantivi in kupolo. Prvi poskusi s pendantivi so bili v rimski gradnji kupole, ki so jih začeli graditi v 2.-3. stoletju , medtem ko so poln razvoj oblike dosegli v 6. stoletju (Hagija Sofija v Carigradu ). Premer njene osrednje kupole je ostal nedosežen dokler niso zgradili renesančnih stolnic.

## Galerija
- Lok (levo in desno), kupola in pendantiv v Stolnici v Moskvi
- Cerkev Svete Trojice na Češkem
- Formiranje pendantiva
- Pendantiv, A